# ビック・ライズ
株式会社ビック・ライズ（英: Bicrise Co.,Ltd.）は神奈川県横浜市青葉区に本社を置く企業。食品スーパーマーケット「食品館あおば」をチェーン展開し、神奈川県を中心に東京都にも出店している。店名は本社所在地の「青葉区」に由来する。
郊外型ロードサイド店舗として、神奈川県内でネイバーフッド型ショッピングセンター (NSC) の「RISE MALL（ライズモール）」も運営し、核店舗として「食品館あおば」が出店する。
社名は「ビック・ライズ」であり「ビッグ (Big) 」ではない。CGCグループに加盟している。

## 概要

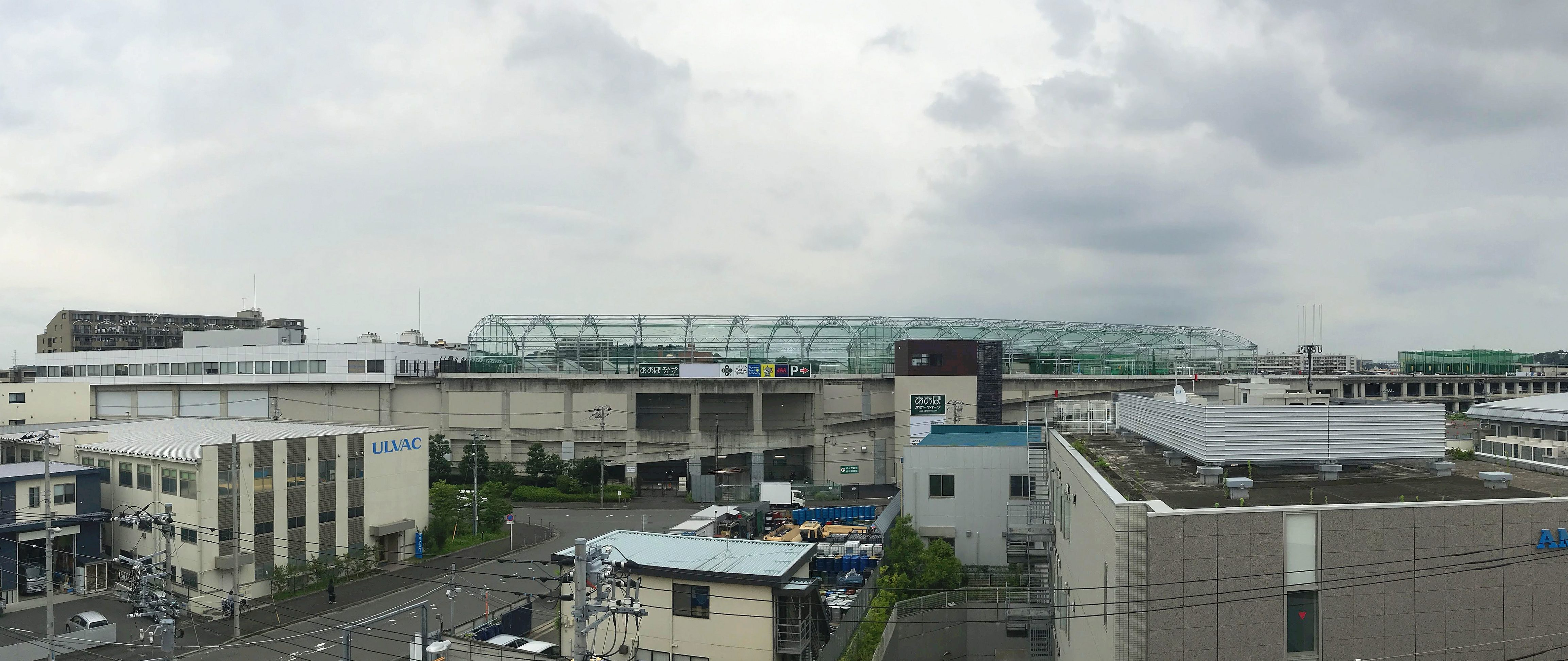
新羽車両基地の屋上に開業した「あおばスポーツパーク」
1階は「あおば新横浜ロジスティクスセンター」として使用。

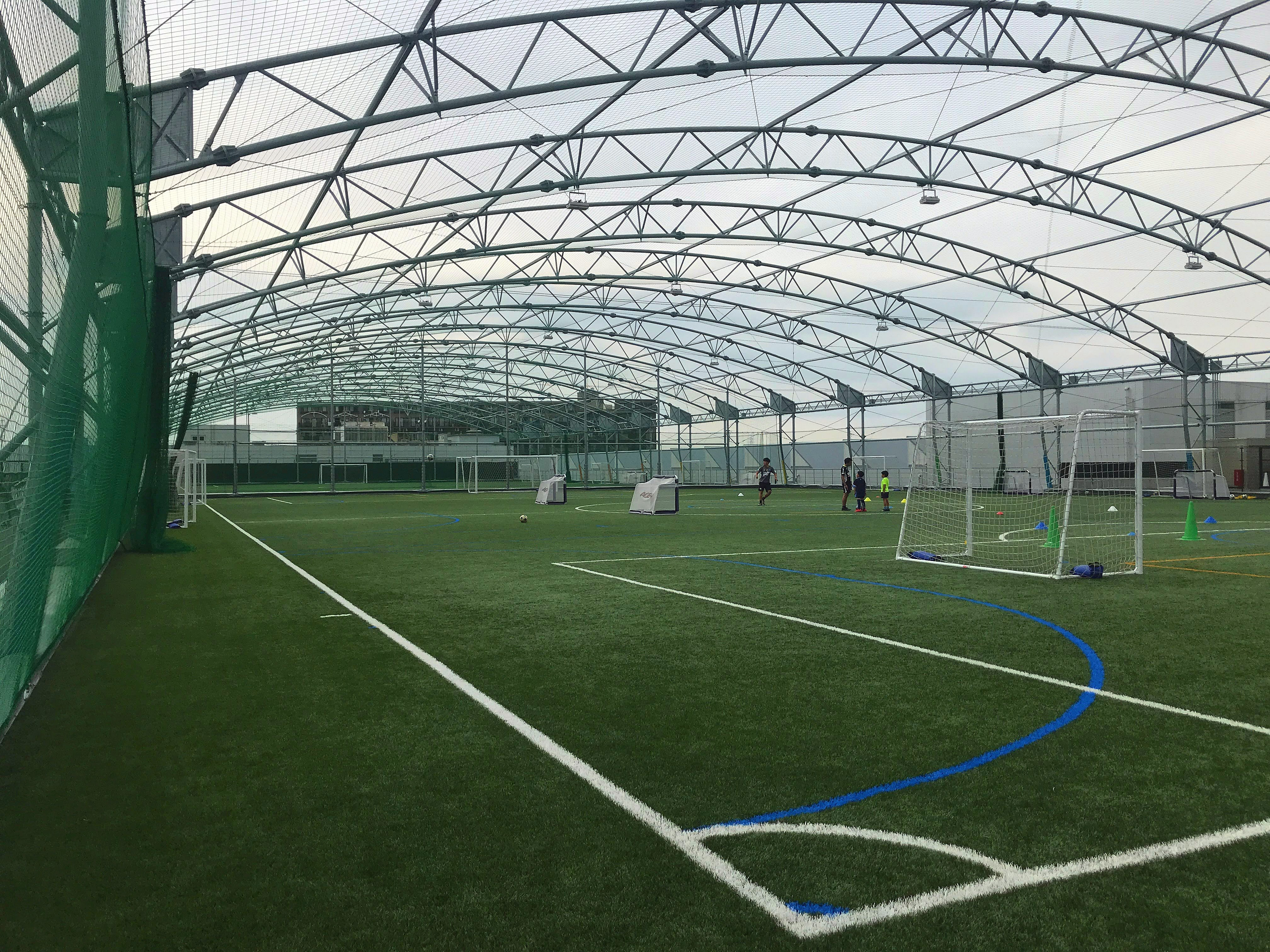
あおばスポーツパークのフットサルコート「あおばスカイフィールド」

青果店「中嶋青果」として創業した企業で、青果部門に力を入れている。精肉部門にも力を入れており、青果、精肉、鮮魚、日配食品を生鮮4部門とする。 酒類の販売も行う。「地域1番店に挑戦」「よりよい品をより安く」を2大コンセプトとしている。
食品スーパーマーケットは「食品館あおば」「ビックライズ」「ディエス食品館」の3業態を展開していたが、2001年以降は店舗ブランドが「食品館あおば」に一本化され、既存店舗も順次「食品館あおば」へリニューアルされた。自社オリジナルのプライベートブランド「AOBA」も展開する。
2019年2月、横浜市営地下鉄新羽車両基地内に総合スポーツ施設「あおばスポーツパーク」を開業。施設の有効活用のため横浜市交通局が民間企業に屋上部分の施設を賃貸する方針を決定し、地元企業のビック・ライズが名乗りを上げて実現した。同時に車両基地1階には同社の物流拠点「あおば新横浜ロジスティクスセンター」が開業した。
過去には焼肉・ホルモン・寿司食べ放題レストラン「焼肉&海鮮バーベキュー グレート」を神奈川県内で経営していたが、新型コロナウイルス感染症流行の影響による営業自粛後に閉店している。

## 沿革
- 1971年
  - 3月 - 中嶋青果創業、中嶋青果中山店を開店[1]。
- 1974年3月 - 中嶋青果小机店を開店[1]。
- 1977年3月 - 中嶋青果青葉台店を開店[1]。
- 1986年
  - 5月 - 株式会社ビック・ライズ設立[1]。スーパーマーケット事業チェーン展開開始。
  - 9月 - ビックライズ中山店を開店[1]。スーパーマーケット1号店。
- 1989年10月 - ビックライズ荏田西店を開店[1]（現：食品館あおばセンター南駅前店[1]）。
- 1993年9月 - ディエス食品館下川井店を開店[1]。
- 1997年
  - 4月 - 食品館あおば藤ヶ丘店を開店[1]。
  - 8月 - ビックライズ羽田店を開店[1]。東京都内に進出（現：食品館あおば本羽田店[1]）。
  - 11月 - ビックライズさがみ野店を開店[1]（現：食品館あおばさがみ野店[1]）。
- 1998年12月 - 食品館あおば美しが丘店を開店[1]。
- 1999年
  - 4月 - レストラン「グレート」1号店として、神奈川県座間市にグレートさがみ野店を開店[1]。外食事業チェーン展開開始、神奈川県央地域に進出。
  - 6月 - ビックライズ下川井店を移転して上川井店とする[1]。
- 2000年
  - 5月 - ビックライズプラザ大島店を開店[1]（現：食品館あおば大島店）
  - 6月 - ビックライズ上川井店を移転し下川井店として再出店[1]。
- 2001年12月 - 食品館あおば元町店を開店[1]。
- 2003年12月 - 食品館あおば弘明寺店を開店[1]。
- 2005年
  - 9月 - 食品館あおば最戸店を開店[1]。
  - 10月 - ビックライズさがみ野店を、食品館あおばさがみ野店へリニューアル[1]。
- 2007年5月 - 食品館あおば野毛店を開店[1]。
- 2008年
  - 4月 - 食品館あおば初山店を開店[1]。
  - 10月 - 食品館あおば関内駅前店を開店[1]。
- 2009年
  - 4月 - 食品館あおば矢向駅前店を開店[1]。
  - 7月 - ビックライズ荏田西店を移転し、食品館あおばセンター南駅前店としてリニューアル[1]。
  - 12月 - ビックライズ下川井店を、食品館あおば下川井店へリニューアル[1]。
- 2010年
  - 11月 - 食品館あおば荏田北店を開店[1]。
  - 12月 - 食品館あおば自由が丘店を開店[1]。
- 2011年
  - 3月 - 食品館あおば東田町店を開店[1]。
  - 4月 - 食品館あおば下末吉店を開店[1]。
  - 12月 - 食品館あおば六角橋店を開店[1]。
- 2012年
  - 4月 - 食品館あおば白根店を開店[1]。
  - 7月 - 食品館あおば大井松田店を開店[1]。
  - 7月15日 - スーパー1号店のビックライズ中山店を閉店[9]。
- 2013年
  - 9月 - 神奈川県綾瀬市に「RISE MALL綾瀬」を開業。核店舗として食品館あおば綾瀬店を開店[1]。
  - 11月 - 食品館あおば辻堂店を開店[1]。湘南地域に進出。
- 2014年
  - 10月 - 横浜市鶴見区に「RISE MALL矢向」を開業。食品館あおば矢向駅前店をリニューアルし核店舗として出店[1]。
  - 12月 - 食品館あおば中山店として、1号店のビックライズ中山店と同じ場所[9]に再出店[1]。
- 2015年
  - 2月 - 神奈川県座間市に「RISE MALLひばりが丘」を開業。核店舗として食品館あおばひばりが丘店を開店[1]。
  - 5月 - 食品館あおば新羽店を開店。
- 2016年
  - 2月 - 食品館あおば川崎富士見店を開店[1]。
  - 9月 - 神奈川県足柄上郡中井町に「RISE MALL中井町」を開業。核店舗として食品館あおば中井町店を開店[1]。
  - 11月 - レストラン「グレート」2号店として大井松田店を開店[1]。
  - 11月 - ビックライズ羽田店を移転し、食品館あおば本羽田店としてリニューアル[1]。
- 2017年
  - 5月 - 聖蹟桜ヶ丘駅前「ザ・スクエア」地下1階に食品館あおば聖蹟桜ヶ丘店を開店[1]。東京多摩地域に進出。
  - 9月 - 島忠ホームズ仙川店1階に食品館あおば仙川店を開店[1]。
- 2018年11月 - 横浜市戸塚区に「RISE MALL戸塚町」を開業[3]、核店舗として食品館あおば戸塚町店を開店[1][3]。
- 2019年
  - 2月 - 横浜市営地下鉄新羽車両基地内に、総合スポーツ施設「あおばスポーツパーク」[6]と物流拠点「あおば新横浜ロジスティクスセンター」を開業[1]。
  - 7月11日 - 食品館あおば本牧店を開店[1][10]。
- 2020年
  - 3月19日 - 食品館あおば岡村店を開店[1][10]。
  - 12月10日 - コーナン江東深川に食品館あおば深川店を開店[10]。
- 2021年
  - 1月21日 - 食品館あおば田無店を開店[10]。
  - 9月30日 - 食品館あおば大泉学園店を開店[10]。
- 2022年
  - 7月28日 - 食品館あおば常盤台店を開店[10]。
  - 9月29日 - 食品館あおば鷺沼店を開店[10]。

## 店舗
2024年2月時点店舗情報「店舗一覧」35店

### 神奈川県

#### 横浜市
- 食品館あおば中山店 - 旧：ビックライズ中山店[9]。中山駅南口、横浜市緑区台村町225 マルダイスクエア1階[2][9]。中嶋青果創業の地に所在する1号店[1]。
- 食品館あおば下川井店 - 旧：ディエス食品館下川井店[1]。
- 食品館あおばセンター南駅前店 - 旧：ビックライズ荏田西店[1]。
- 食品館あおば藤が丘店
- 食品館あおば美しが丘店
- 食品館あおば元町店
- 食品館あおば弘明寺店
- 食品館あおば最戸店
- 食品館あおば野毛店
- 食品館あおば関内駅前店
- 食品館あおば矢向駅前店
- 食品館あおば荏田北店
- 食品館あおば六角橋店
- 食品館あおば白根店
- 食品館あおば新羽店
- 食品館あおば戸塚町店 - SC「RISE MALL戸塚」核店舗[3]。
  - 環状3号線沿いのロードサイド店舗で、戸塚駅と大船駅の中間に位置する。
- 食品館あおば本牧店
- 食品館あおば岡村店
- 食品館あおば常盤台店

#### 川崎市
- 食品館あおば大島店（川崎区）
- 食品館あおば初山店（宮前区）
- 食品館あおば東田町店（川崎区）
- 食品館あおば川崎富士見店（川崎区）
- 食品館あおば鷺沼店（宮前区）

#### その他
- 食品館あおばさがみ野店（海老名市）- 旧：ビックライズさがみ野店[1]。
- 食品館あおば大井松田店（足柄上郡大井町）- 東名大井松田IC付近のミマスモール1階。
- 食品館あおば綾瀬店（綾瀬市） - SC「RISE MALL綾瀬」核店舗。中原街道沿いのロードサイド店舗。
- 食品館あおば辻堂店（藤沢市）- 辻堂駅北側の東海道線沿いに位置する「辻堂ショッピングデパート」に出店。
- 食品館あおばひばりが丘店（座間市）- SC「RISE MALLひばりが丘」核店舗。大和厚木バイパス沿いのロードサイド店舗。
- 食品館あおば中井町店（足柄上郡中井町）- SC「RISE MALL中井町」核店舗。ロードサイド店舗。

### 東京都
- 食品館あおば本羽田店（大田区） - 旧：ビックライズ羽田店[1]。東京1号店。
- 食品館あおば自由が丘店（目黒区）
- 食品館あおば聖蹟桜ヶ丘店（多摩市）
- 食品館あおば仙川店（調布市）
- 食品館あおば深川店（江東区）
- 食品館あおば田無店（西東京市）
- 食品館あおば大泉学園店（練馬区）

## かつて存在した店舗

### 飲食店
- グレートさがみ野店[11] - 1999年4月開店[1]。さがみ野駅北口、食品館あおばさがみ野店に隣接。
- グレート綾瀬店[12] - 2015年11月13日開店、2020年2月29日をもって閉店。RISE MALL綾瀬に出店。
- グレート大井松田店[13] - 2016年11月11日開店[14]。食品館あおば大井松田店と同じミマスモールに出店。

## 不祥事

### 元役員による所得隠し
2016年2月25日、元役員2人が人件費などを架空計上して3億円以上の裏金を捻出し、個人の生活費などに充てていたことが発覚した。2人は複数の知人の名義を借りて店舗で働いているように装うなどして自身の口座に還流させていた。また、自宅の修繕費を店舗の改装費として計上したこともあった。不正の一部には同社の顧問税理士事務所の職員が加担していた。東京国税局から2013年10月期までの7年間で約3億2000万円の所得隠しを指摘され、重加算税を含め約7,000万円を追徴課税された。会社役員の不正であったため会社の所得隠しとみなされたもので、不正発覚後に同社は元役員2人を解任し、流用した資金の返還を求めた。